# Emma Walmsley
Dame Emma Natasha Walmsley (Barrow-in-Furness, giugno 1969) è un'imprenditrice britannica, dal marzo 2017 CEO della GlaxoSmithKline (GSK). In precedenza ha lavorato per 17 anni a L'Oréal ed è stata direttrice non operativa della Diageo fino al settembre 2016.

## Biografia
Walmsley è nata nel giugno 1969 a Barrow-in-Furness nel Lancashire (ora Cumbria), figlia del viceammiraglio Sir 
Robert Walmsley e lady (Christina V.) Walmsley (nata Melvill).  Si è iscritta alla St Swithun's School, Winchester, e ha conseguito un Master in Lingue Classiche e Moderne presso l'Università di Oxford, dove ha studiato alla Christ Church.

## Carriera
Walmsley ha lavorato presso L'Oréal per 17 anni, dove ha ricoperto diversi ruoli di direzione generale e marketing a Parigi, Londra e New York. Dal 2007 ha lavorato a Shanghai come General Manager, Consumer Products per L'Oreal China, dove ha gestito il business dei prodotti di consumo cinesi dell'azienda, supervisionando marchi globali tra cui L'Oréal Paris, Maybelline e Garnier, nonché Mininurse, un marchio cinese di prodotti per la cura della pelle. Al momento del suo trasferimento a GSK nel 2010, Advertising Age ha citato gli addetti ai lavori della società sorpresi dalla sua partenza da L'Oreal, dove era stata nominata per un ruolo di senior global management.

## Vita privata
Ha sposato David Owen nel settembre 1995 a Greenwich, Londra, e hanno quattro figli. Fuori dal lavoro, ama lo yoga.